# Wystrzał na Chwaliszewie
Wystrzał na Chwaliszewie – epizod związany z wizytą cara rosyjskiego Mikołaja I Romanowa w Poznaniu w 1843, który wywołał poważne reperkusję polityczne, angażując liczne służby dyplomatyczne z Prus i Rosji, jak również znaczne siły policyjno-administracyjne Wielkiego Księstwa Poznańskiego oraz Królestwa Polskiego.

## Geneza

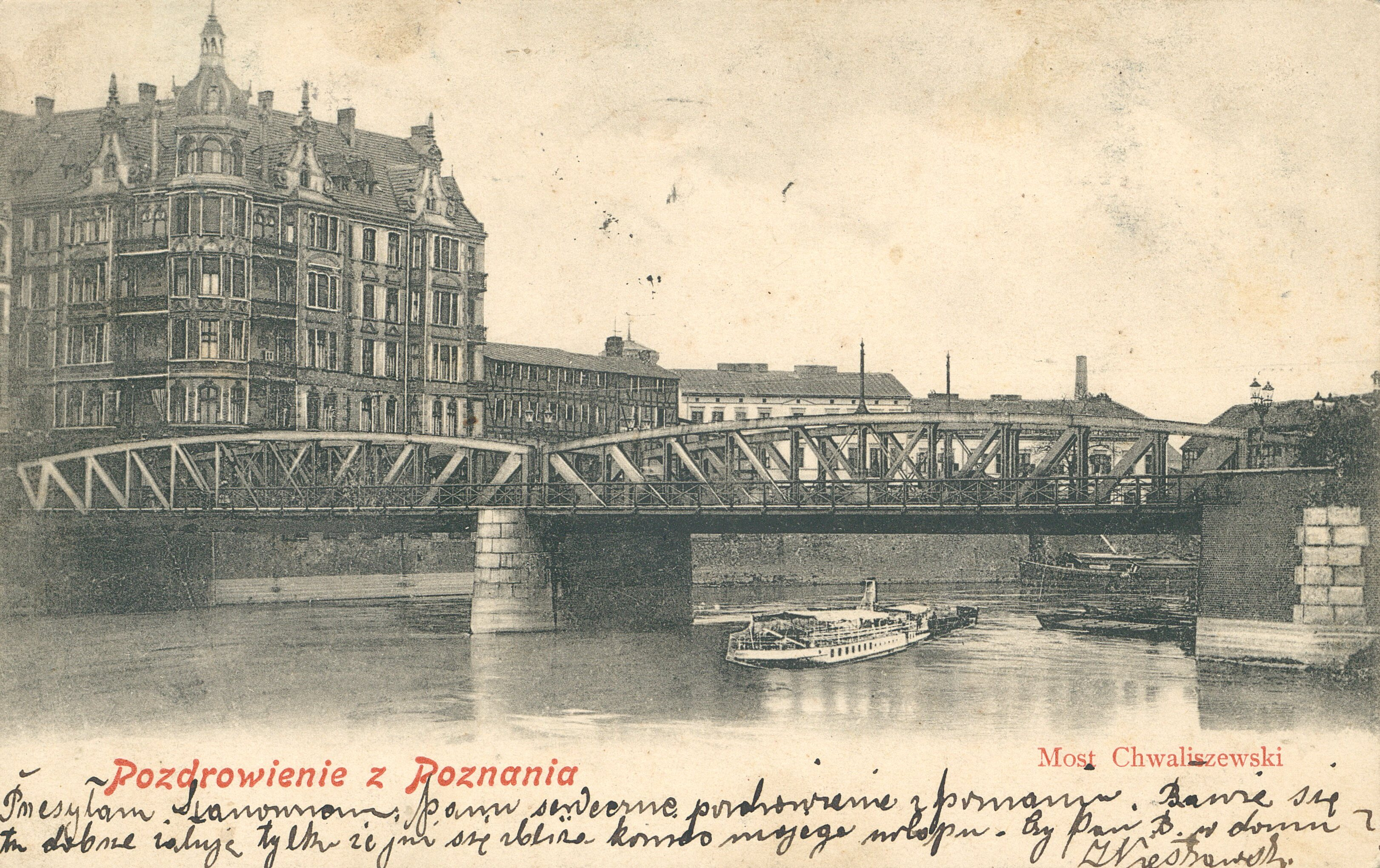
Most Chwaliszewski

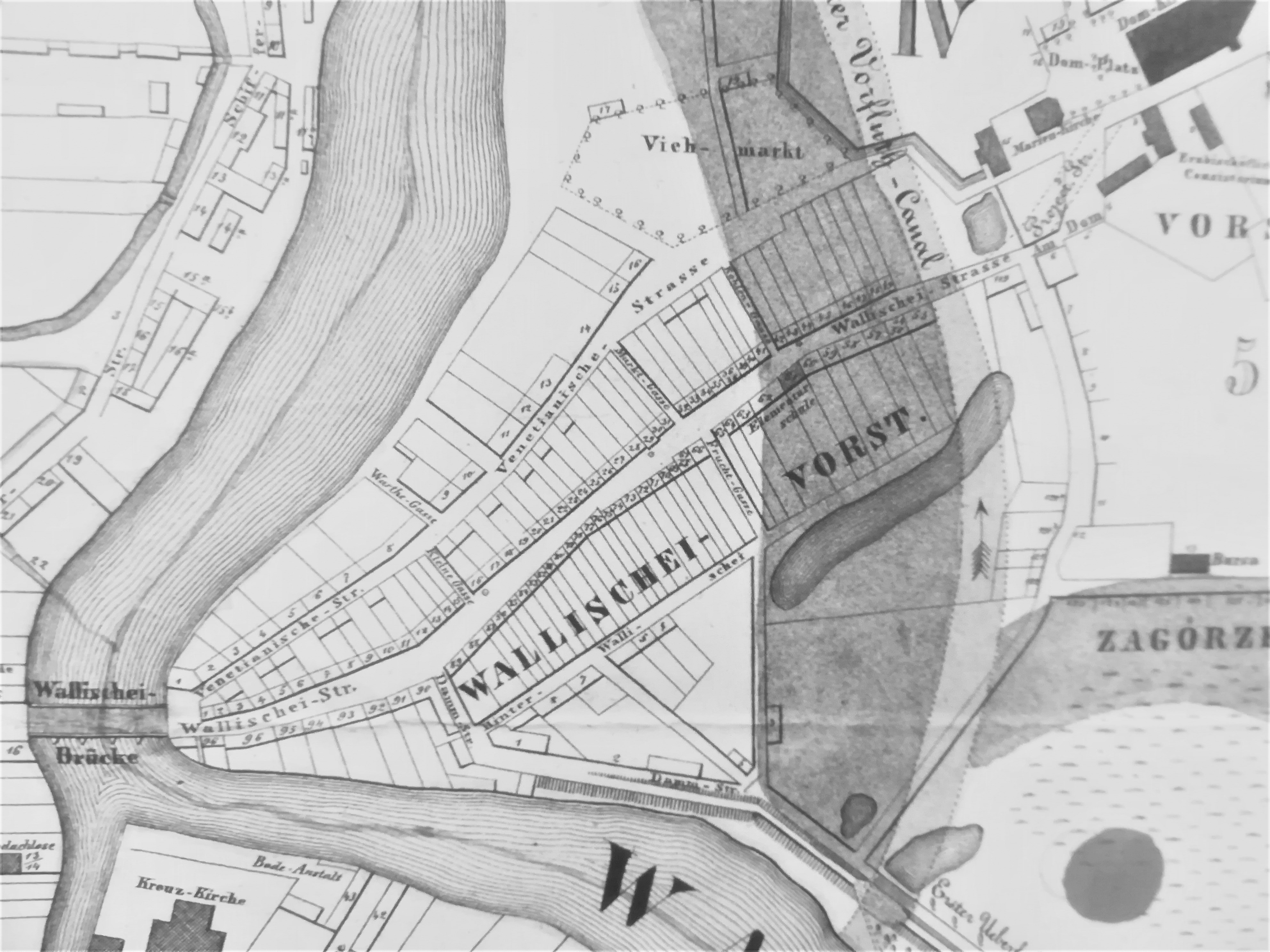
Miejsce zdarzenia na mapie z 1856 (most i skrzyżowanie ulic Chwaliszewo oraz Wenecjańskiej w lewym dolnym rogu)

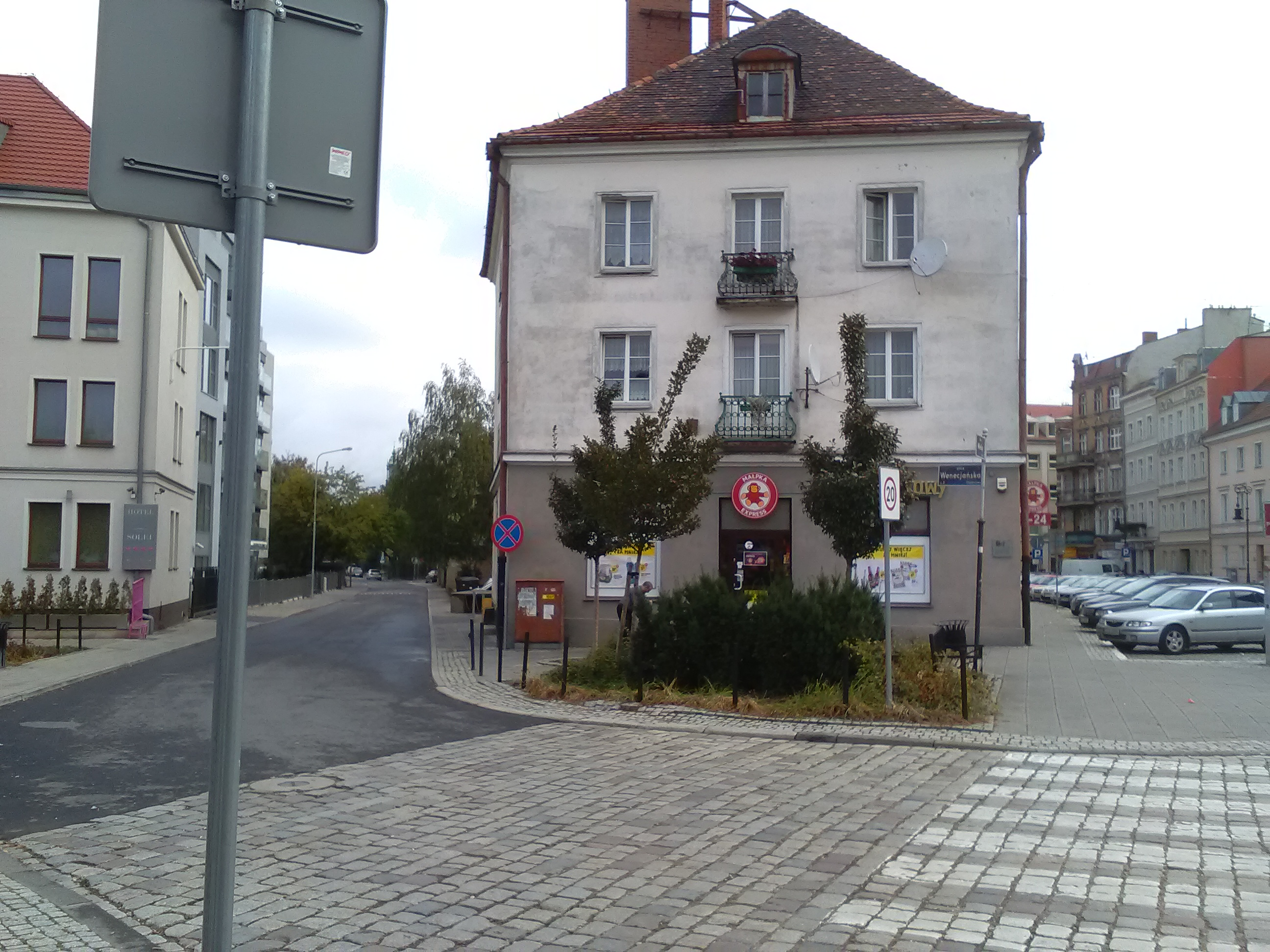
Miejsce zdarzenia obecnie (ul. Chwaliszewo po prawej, ul. Wenecjańska po lewej)

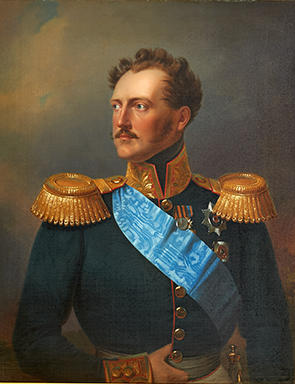
Car Mikołaj I Romanow

15 września 1843 zmarł w Poznaniu dowódca V Korpusu Pruskiego, Karl von Grolman. Jego pogrzeb przewidziano na 19 września 1843, przy czym kondukt pogrzebowy przejść miał z okolicy hotelu Bazar, czyli z Alei Marcinkowskiego (wówczas Alei Wilhelmowskiej), na stoki Cytadeli, gdzie znajdował się ówczesny cmentarz winiarski. Na kilka godzin przed pogrzebem przybyła do Poznania grupa urzędników kancelarii carskiej, która zatrzymała się w hotelu Bawarskim przy Alejach Marcinkowskiego. Na godzinę przed wyruszeniem konduktu pogrzebowego, do miasta przybył car Mikołaj I, co spowodowało, że uroczystości pogrzebowe postanowiono przesunąć w czasie. Zmieniono też miejsce wymiany koni rosyjskiego zaprzęgu. Pierwotnie miało to nastąpić w standardowym miejscu – w domu pocztowym u zbiegu Alei Marcinkowskiego i ulicy 23 Lutego (wówczas Fryderykowskiej). Z uwagi na zgromadzone tam tłumy wybrano nowe miejsce – plac za ogrodem rejencyjnym (dawniej jezuickim) przy ulicy Zielonej (wówczas Grünestrasse) na Rybakach.

## Przebieg
Car Mikołaj I znany był z antypatii do Poznania i jego mieszkańców, co motywowane było chętnym i licznym przyjmowaniem tu uchodźców politycznych z zaboru rosyjskiego oraz udziałem mieszkańców Poznania i Wielkopolski w powstaniu listopadowym. Niechęć tę pogłębił wcześniejszy incydent z podróży do Berlina, kiedy to na narożniku ulic Kramarskiej i Wronieckiej carski powóz zahaczył o narożnik kamienicy Mielżyńskich. Kiedy zdenerwowany sytuacją kozak zaczął bić pocztyliona, doszło do poruszenia obecnych gapiów. Obecni na ulicy zaczęli protestować i wznosić okrzyki: Tu bić nie wolno! Tu nie Rosja!. Mimo przybycia na Rybaki prezesa Wielkiego Księstwa Poznańskiego, Karla Moritza von Beuermanna, który miał z honorami powitać rosyjskiego władcę, car nie opuścił nawet powozu podczas wymiany koni. Po opuszczeniu przez niego miasta, pogrzeb Grolmana odbył się bez incydentów.
W godzinach wieczornych 19 września 1843, już po pogrzebie, po szybkiej zmianie koni powóz kancelarii carskiej ze znaczną prędkością opuścił Rybaki i przez Aleje Marcinkowskiego podążył ku Garbarom i Mostowi Chwaliszewskiemu, którym biegł trakt warszawski. W wyniku szybkiej jazdy, po minięciu wylotu ulicy Wenecjańskiej (wówczas Venetianerstrasse) na Chwaliszewie, powóz wjechał w głęboki rynsztok, stoczył się na bok ulicy i mocno przechylił na bok. Spadającemu z pojazdu żołnierzowi kozackiemu przy upadku o ziemię przypadkowo wypaliła strzelba, ale nikogo nie raniła. Po podniesieniu powozu Rosjanie pojechali dalej. Przy pierwszym spotkaniu z carem zrelacjonowali mu przebieg nieszczęśliwych wydarzeń. 
Po dojechaniu do Warszawy Mikołaj I spotkał się z namiestnikiem Królestwa Kongresowego, Iwanem Paskiewiczem, przedstawiając incydent, jako niegodne potraktowanie przedstawicieli rosyjskich w Poznaniu. Wynikiem tego była depesza protestacyjna wysłana przez Paskiewicza do władz pruskich w Berlinie, której kopię otrzymał też Karl Moritz von Beuermann. W depeszy Mikołaj I zawarł własny opis wydarzeń: Już na przeprzęgu traktowano mnie z pogardą, nikt nie zdjął czapki, a ktoś bezkarnie uderzył kijem siedzącego na koźle służącego mego. Gdy powóz mojej kancelaryi jechał przez Chwaliszewo, tam przy ulicy poprzecznej koło pompy stały osoby podejrzane. Z ich strony padł strzał na powóz, a kula przeszyła na wylot puklat i jednemu urzędnikowi płaszcz w powozie przedziurawiła. Urzędnicy moi bali się stanąć na miejscu i w ogóle w mieście i zatrzymali się dopiero za miastem na drodze warszawskiej.

## Konsekwencje
Niezwłocznie po otrzymaniu depeszy Beuermann powołał komisję dochodzeniową. Król Fryderyk Wilhelm IV również bez żadnej zwłoki wysłał do Poznania z Berlina rządowy zespół śledczy, co świadczy o wielkim autorytecie, jakim cieszył się car w kręgach pruskich. Zespołowi rządowemu przewodniczył prezes Rady Stanu, generał Karl von Müffling. Towarzyszył mu prezes berlińskiej policji, Duncker. W Poznaniu do komisji dołączyło kilku urzędników miejskich, w tym m.in. szef wydziału spraw wewnętrznych, nadradca l'Estoq, jak również radca prezydialny oraz tłumacz, Noah. Fryderyk Wilhelm IV polecił, by niezwłocznie po ustaleniu winnych, udać się do Petersburga i powiadomić cara o wynikach śledztwa.
Komisja śledcza działała na pierwszym piętrze kolegium jezuickiego (obecny Urząd Miasta). Przesłuchano licznych świadków, jednak nie udało się ustalić jakichkolwiek faktów w sprawie. Urzędnicy pruskiej służby granicznej pod przysięgą oświadczyli wprost, że urzędnicy carscy nie nosili śladów żadnych obrażeń. W obliczu fiaska śledztwa Beuermann wyznaczył nagrodę w wysokości tysiąca dukatów dla osoby, która wskaże sprawców zdarzenia. Niedługo później zgłosił się na policję chwliszewski rzeźnik, Karkuszewski, który złożył pod przysięgą zeznanie: Owego dnia, kiedy pogrzeb generała Grolmana odbywał się w Poznaniu, powracałem z zakupionymi skopami do domu. Już było około 9 wieczorem, jak stanąłem w domu i poszedłem do pompy przy uliczce poprzecznej na Chwaliszewie stojącej. Ruch był na ulicy znaczny, ale szczególnie zwrócił na siebie uwagę powóz tętniący, który z hukiem spieszył końmi pocztowymi od miasta. Patrzyłem na niego pilnie i widziałem, jak do mnie dojechał i z łoskotem wpadł w rynsztok tak nagle, że słudze za powozem na tłomoku siedzącemu flinta puściła i wystrzeliła. Nadbiegło parę ludzi na odgłos wystrzału. Na pytanie śledczych, co sam sądzi o tej sprawie, odpowiedział: Wej ślachta, ciesząc się golnęła wina i z ukontentowaniem dąży do domu. Zeznania Karkuszewskiego były zasadniczo zgodne ze złożonymi przez innych świadków zdarzenia. Wobec tego dokonano wizji lokalnej, która potwierdziła, że na skrzyżowaniu Chwaliszewa i Wenecjańskiej wóz istotnie mógł wpaść do głębokiego w tym miejscu rynsztoka i ulec uszkodzeniu bądź wywróceniu, jak również, że w wyniku takiego biegu rzeczy strzelba mogła wypalić samoistnie. 
Brak satysfakcjonującego dla cara przebiegu śledztwa zaowocował wysłaniem misji do Berlina po radę i do Warszawy, celem wybadania nastrojów rosyjskich. Radca Noah został w Warszawie przyjęty wręcz niegrzecznie. Na prośbę o obejrzenie powozu, Paskiewicz zareagował następująco: A po co? Powóz zaraz został porąbany, płaszcz zniszczony, a urzędnicy pojechali do Petersburga! Jako drugi do Warszawy pojechał Duncker, ale Paskiewicz nie dopuścił go do jakiejkolwiek rozmowy, oświadczając, że jedzie do Skierniewic na polowanie, na które zaprosił również Dunckera. Na polowaniu Paskiewicz unikał prusaka, a trzeciego dnia zrobił mu awanturę, krzycząc: Co? Jak? Strzał padł w Poznaniu, a wy chcecie śledztwo prowadzić w Warszawie? A ja wiem! Wiem nawet, jak nazywa się ten, co strzelił! W notatniku napisał jego nazwisko: Korzeniewski, a kartkę przekazał Dunckerowi, który z pokorą opuścił Warszawę. 
Niezwłocznie po zdobyciu informacji przed komisję śledczą doprowadzono Korzeniewskiego, introligatora trudniącego się oprawianiem akt władz poznańskich. Korzeniewski oświadczył, że nigdy nie miał styczności z bronią i nie umie jej używać, a także, iż z uwagi na natłok pracy od długiego czasu nie przebywał na Chwaliszewie. Ponadto złożył oświadczenie o treści: Wielmożny panie dyrektorze policji, tu zaszła jakaś pomyłka, bowiem poszukujecie jakiegoś Korzeniewskiego, gdy ja – o czym powinniście wiedzieć – zowię się Korzeniowski. W wyniku tego, po kolejnych czynnościach śledczych, przed komisją postawiono kucharza Korzeniewskiego, osobę starszą, który, jak ustalono w trakcie dalszych czynności, od 25 lat nie był na Chwaliszewie. Ostatnią osobą podejrzaną o zamach na cara był nieznany z personaliów L.J., który z uwagi na przestępstwa kieszonkowe uciekł z Poznania do Kalisza, gdzie go aresztowano przed wrześniem 1843 z uwagi na brak dokumentów. Miał przy sobie list, w którym nieznany interlokutor radził zjechać do wiadomego miasta, przez które przejeżdżał będzie C.R.M. i gdzie ma dokonać wielkiego dzieła. L.J., nie wiedząc o śledztwie wrócił do Poznania, gdzie ponownie został aresztowany. Wypuszczono go jednak, po oświadczeniu Franciszka Skąpskiego, który stwierdził, że list był autorstwa Witkowskiego, który za przyczyną L.J. został osadzony w więzieniu.  
Z chwilą ustalenia tego faktu śledztwo w sprawie spisku i zamachu na cara Mikołaja I zamknięto. Nie znaleziono żadnych dowodów na istnienie spisku na cara, ani celowego użycia broni. Sprawa ukazała jednak stosunek Rosji do Prus, pozornie poprawny, ale w istocie nie liczący się zbytnio z Królestwem Prus, wręcz lekceważący. 